# Norma bonnaudiana
La norma bonnaudiana, che si autodefinisce come alverniate letterario e pedagogico (ALEP) dopo avere utilizzato la denominazione di scrittura alverniate unificata o EAU  (eicritürà euvarnhatà vunefiadà), è una norma linguistica (una codificazione), concorrente alla norma classica, che fissa la lingua occitana nella sua varietà alverniate. È apparsa nel 1973 nelle opere di Pierre Bonnaud ed è sostenuta dal Cercle Terre d'Auvergne (CTA) che pubblica la rivista Bïzà Neirà (in fr. Bise Noire).
Nel 1982 Pierre Bonnaud ne fa una versione adattata al poitevin-saintongeais (lingua d'oïl) .

## Fonti
Queste opere sono menzionate sul sito del CTA :
- (FR)  Pierre Bonnaud, Grammaire générale de l'auvergnat à l'usage des arvernisants, 1992
- (FR)  Pierre Bonnaud, Nouveau Dictionnaire général français - auvergnat, 1999
- (FR)  Karl-Heinz Reichel, Dictionnaire général auvergnat - français, ISBN 2-84819-021-3